# Waitane (Nouvelle-Zélande)
Waitane est une localité de la région du Southland située dans l’Île du Sud de la Nouvelle-Zélande.

## Situation
La ville est localisée au pied des collines de la chaîne de Hokonui Hills (en) .
Elle est située dans une zone rurale sur le trajet de la route State Highway 96 (en) entre la ville de Glencoe et celle de Te Tipua.
La ville la plus proche et de taille notable est la ville de Mataura à l’est, alors que la principale cité de la région du Southland, est la ville d’Invercargill, au sud-ouest.